# Stenalt-stenen
Stenalt-stenen er en runesten, fundet i Stenalt. Stenen omtales første gang i 1623.  Den blev allerede i Worms tid kløvet og brugt som byggeemne. I 1913 blev et større brudstykke af stenen fundet i en lille stensat rende på afbyggergården Christianslund fra 1865 – under Stenalt. Resten eftersøgtes forgæves. Det bevarede fragment af stenen står på en plæne foran hovedbygningen på Stenalt slot.

## Indskrift
| Translitteration | Side A [ąsur : st](u)(f)s : sun : Side B [raisþi : st]ain : þąnsi [auft : br](þ)(u)r : sun : sin : |
| Transskription   | Assurr, Stūfs sun, ræisþi stæin þannsi øft Br[ō]ður, sun sinn.                                     |
| Oversættelse     | Asser, Stufs søn, rejste denne sten efter sin søn Broder.                                          |

Da stenen er et fragment, er indskriften meget mangelfuld. Indskriften er ordnet i parallelle rækker på det bevarede fragment. Formelt set er det muligt, at indskriftens afslutning læses øft brōðursun sinn, dvs. 'efter sin brodersøn', men da man forventer et navn på den afdøde, er tolkningen af bruþur som personnavn foretrukket. 